# Anandpur
Anandpur es una ciudad y municipio situada en el distrito de Kendujhar en el estado de Odisha (India). Su población es de 39585 habitantes (2011). Se encuentra a  97 km de Cuttack y a 124 km de Bhubaneswar.

## Demografía
Según el censo de 2011 la población de Anandpur era de 39585 habitantes, de los cuales 20462 eran hombres y 19123 eran mujeres. Anandpur tiene una tasa media de alfabetización del 84,55%, superior a la media estatal del 72,87: la alfabetización masculina es del 90,57%, y la alfabetización femenina del 78,14%. 